# ناحیه مرکز جرابلس
ناحیه مرکز جرابلس (به عربی: ناحیة مرکز جرابلس) یک ناحیه در سوریه است که در منطقه جرابلس واقع شده‌است. ناحیه مرکز جرابلس ۴۱٬۵۷۵ نفر جمعیت دارد.